# ポップUP!
『ポップUP!』（ポップアップ!）は、フジテレビ系列で2022年（令和4年）4月4日から12月23日まで毎週月曜日から金曜日の11:45 - 14:45（JST）に生放送されていた情報番組である。

## 概要
2014年4月1日から2022年4月1日まで8年間放送され、MCの坂上忍の意向により終了することになった『バイキング→バイキングMORE』の後継番組。
世の中で話題の出来事、うわさのスポットやグルメ、美容ダイエット、最新ファッション、注目のエンタメ＆カルチャーといった情報を幅広く伝える情報番組で、企画段階では『Dress Up!』という仮タイトルが付いていた。
前番組の『バイキングMORE』で扱っていた政治・経済・事件・事故やスキャンダルなど、芸能・時事ニュースはほぼ排除され、比較的明るい内容の芸能ニュースと生活情報、ゲストトークをメインにした番組に刷新された。番組制作は、引き続きニュース総局の情報制作局内にある情報番組センターが担当しているが、上述した通り時事ニュースは緊急・重大事やニュースコーナーを除き扱わないため、FNN加盟各社は制作協力から外れてフジテレビのみで制作していた。
『バイキング→バイキングMORE』は放送枠を徐々に拡大させ、最終的に170分番組となっていた。その枠を10分拡大して継ぐこととなり、帯のバラエティ番組としては異例の3時間番組となった。なお、枠拡大により当番組が開始されてからは、『FNN Live News days』が10分縮小された。
進行MCには佐野瑞樹（フジテレビアナウンサー）と山﨑夕貴（フジテレビアナウンサー）の両アナウンサーを起用しており、総合司会をフジテレビアナウンサーのみで務めるのは開局以来、初となる。また、曜日レギュラーには相席スタートや平子祐希（アルコ＆ピース）といった、お笑い芸人が多くキャスティングされることとなった。
しかし、視聴率は初回の世帯3.2%、個人1.6%に始まり、裏番組の『ヒルナンデス!』（日本テレビ）・『大下容子ワイド!スクランブル』（テレビ朝日）・『ひるおび』（TBSテレビ）に押され苦戦。9月には、3日連続で世帯視聴率が1%を割った週があった。
8月下旬には「フジテレビが当番組の年内打ち切りを決定した」という趣旨の記事が、『週刊女性PRIME』（26日配信分）と『スポーツニッポン』（27日発行分）に相次いで掲載された。フジテレビの編成制作局編成センター局長職兼室長兼編成部長の中村百合子も、9月5日の秋季番組改編会見で以上の報道に言及している。会見に同席した編成制作局長の立松嗣章も同じく言及している。
9月27日、当番組の年内終了が正式に発表された。なお、当日は日中に元内閣総理大臣の安倍晋三の国葬に関する特別番組が組まれ、短縮して放送する予定であったが、直前になって当番組の枠すべてを使って放送することになり、全編休止することになった（#重大ニュース・特別番組放送時の対応参照）。
これに限らず、番組末期は、重要度や国民の関心が高い出来事があった際はそちらを優先することが増えた。11月から12月までは『2022 FIFAワールドカップ』期間中であったため、試合の振り返りや選手にまつわるクイズ企画などを行った。
12月23日の最終回では、最後の『ゲームパーク』のコーナー中にフジテレビ社長の港浩一がスタジオに姿を見せ、金曜レギュラーの吉村崇（平成ノブシコブシ）が緊張の中テーブルクロス引きを成功させて、幕を下ろした。放送期間は9か月で、1日につき1時間以上にわたって放送するようになった1980年春以降のフジテレビの平日正午枠の番組としては『日本全国ひる休み』（半年）に次ぐ短さとなった。最終回の平均視聴率は世帯1.5%、個人0.7%で、どちらも初回の半分以下となった。
2023年1月9日からは、フジテレビ第2制作部のバラエティ制作センターによる『ぽかぽか』が当番組の放送枠を継承することが決まった。MCはフジテレビのアナウンサー（佐野・山崎）に任せていた当番組から一転して、ハライチ（岩井勇気・澤部佑）と神田愛花（NHK出身のフリーアナウンサー）が務めている。これにより、フジテレビでは2015年4月から開始した『直撃LIVE グッディ!』から続いていた午後のワイドショー枠から3度目の撤退となり、さらに2023年4月3日から『ぽかぽか』の放送時間を13:50までに縮小したため、14時台における全国ネットの生放送番組の制作からも撤退した。
当番組終了後から後継番組『ぽかぽか』が開始するまでの間だった12月26日から2023年1月6日までの2週間については、単発特番で穴埋めする措置をとった。
なお、10月3日から12月21日まで当番組で放送されていたアニメ『まめきちまめこニートの日常』については、『ぽかぽか』にて継続された（全87話）。

## 出演者

### レギュラー
☆：フジテレビアナウンサー。
◎：『バイキングMORE』から続投。
△：隔週出演。
□：『ぽかぽか』も続投（コーナーレギュラー・途中参加も含む）。
|                              | 月曜日 | 火曜日                                           | 水曜日                           | 木曜日                                                                               | 金曜日                                                                             |
| ---------------------------- | --- | ------------------------------------------------ | -------------------------------- | ------------------------------------------------------------------------------------ | ---------------------------------------------------------------------------------- |
| 進行MC                       | 佐野瑞樹☆ 山﨑夕貴☆                                                                                              | 佐野瑞樹☆ 山﨑夕貴☆                              | 佐野瑞樹☆ 山﨑夕貴☆              | 佐野瑞樹☆ 山﨑夕貴☆                                                                  | 佐野瑞樹☆ 山﨑夕貴☆                                                                |
| 曜日パーソナリティ           | 小泉孝太郎 | 三浦翔平                                         | おぎやはぎ◎ （小木博明・矢作兼） | 髙嶋政宏                                                                             | 吉村崇（平成ノブシコブシ）                                                         |
| 曜日レギュラー               | 佐藤仁美 田村淳◎（ロンドンブーツ1号2号） 工藤美桜                                                                | アンミカ◎ 福田麻貴（3時のヒロイン）              | 前田敦子 丸山礼                  | 小倉優子 アルコ＆ピース （平子祐希・酒井健太）                                       | 高岡早紀 相席スタート （山﨑ケイ・山添寛） 中島颯太（FANTASTICS from EXILE TRIBE） |
| 曜日レギュラー               | - | 井手上漠△小原ブラス△□                            | 犬飼貴丈△□トラウデン都仁△        | ゆうちゃみ△井上咲楽△                                                                 | -                                                                                  |
| 「Presented by LION」        | ライオンちゃん◎□                                                                                                 | ライオンちゃん◎□                                 | ライオンちゃん◎□                 | ライオンちゃん◎□                                                                     | ライオンちゃん◎□                                                                   |
| コーナーレギュラー           | 小田切ヒロ 渡辺和洋☆Hi-Hi タイムマシーン3号Everybody                                                             | かなで（3時のヒロイン） 和田雅成 池田航 小西詠斗 | 井戸田潤□（スピードワゴン）      | 女性アナが 交代で担当川野良子☆にじまま 横澤夏子□大橋わか コカドケンタロウ （ロッチ） | Tao 寺田由実 小路口美江 井口浩之（ウエストランド）ハマカーン川崎祐一               |
| コーナーレギュラー           | 出雲阿国（不定期）/リュウジ・川村エミコ（不定期）/てぃ先生（不定期）/松村未央☆（不定期）/りんごちゃん□（不定期） |                                                  |                                  |                                                                                      |                                                                                    |
| 「くろうと番付」プレゼンター | 小室瑛莉子☆□ | 小室瑛莉子☆□                                     | 日替わりor放送なし               | 鈴木唯☆                                                                              | 鈴木唯☆                                                                            |
| エンたね特派員→リポーター    | 黒瀬翔生☆ 大川立樹☆ 山本賢太☆□                                                                                   | 黒瀬翔生☆ 大川立樹☆ 山本賢太☆□                   | 黒瀬翔生☆ 大川立樹☆ 山本賢太☆□   | 黒瀬翔生☆ 大川立樹☆ 山本賢太☆□                                                       | 黒瀬翔生☆ 大川立樹☆ 山本賢太☆□                                                     |
| 報道センター                 | 梅津弥英子☆□ | 梅津弥英子☆□                                     | 石本沙織☆                        | 石本沙織☆                                                                            | 石本沙織☆                                                                          |

#### 放送終了以前に降板
- 佐久間みなみ（4月5日 - 10月5日、火・水曜「くろうと番付」プレゼンター）[32]
- 東原亜希（4月21日 - 7月21日、不定期木曜レギュラー）
- 高見侑里（4月 - 9月、エンたね特派員→リポーター）

### 「スター★ニュース速報」ゲスト
| 放送週              | 「スター★ニュース速報」ゲスト                          | 「スター★ニュース速報」ゲスト | 「スター★ニュース速報」ゲスト | 「スター★ニュース速報」ゲスト | 「スター★ニュース速報」ゲスト |
| 放送週              | 月                                                     | 火                            | 水                            | 木                            | 金                            |
| ------------------- | ------------------------------------------------------ | ----------------------------- | ----------------------------- | ----------------------------- | ----------------------------- |
| 4月4日 - 4月8日     | 上白石萌音                                             | 古市憲寿                      | オズワルド                    | 綾小路翔（氣志團）            | 鈴鹿央士                      |
| 4月11日 - 4月15日   | 松本幸四郎                                             | 鈴木伸之                      | 間宮祥太朗                    | 松本若菜                      | 本田望結                      |
| 4月18日 - 4月22日   | 広瀬アリス                                             | 小関裕太                      | Aマッソ                       | 土屋太鳳                      | 井之脇海                      |
| 4月25日 - 4月29日   | 本田翼                                                 | 山口紗弥加                    | 遠藤憲一                      | 浜野謙太                      | 窪田正孝 広瀬アリス           |
| 5月2日 - 5月6日     | 尾上右近                                               | 河北麻友子                    | 成田凌                        | 渡邊圭祐                      | 加藤清史郎                    |
| 5月9日 - 5月13日    | 小池徹平                                               | 奈緒                          | ZAZY                          | 柏木由紀（AKB48）             | 広瀬すず 松坂桃李             |
| 5月16日 - 5月20日   | 橋本マナミ                                             | 森泉                          | オダウエダ                    | YOSHIKI（X JAPAN）            | 溝端淳平                      |
| 5月23日 - 5月27日   | 淵上泰史                                               | 中村静香                      | 稲葉友                        | 久慈暁子                      | 堀田真由                      |
| 5月30日 - 6月3日    | 飯豊まりえ                                             | レインボー                    | 今市隆二                      | 福田沙紀                      | 百田夏菜子                    |
| 6月6日 - 6月10日    | 藤木直人                                               | 古川雄輝                      | 木梨憲武（とんねるず）        | 市川由衣                      | 久保田悠来                    |
| 6月13日 - 6月17日   | 岡山天音                                               | ゴリエ                        | ザ・マミィ                    | 山田真歩                      | ディーン・フジオカ            |
| 6月20日 - 6月24日   | 趣里                                                   | 酒井一圭 白川裕二郎           | 吉田羊                        | かもめんたる                  | 森崎ウィン                    |
| 6月27日 - 7月1日    | EXILE NAOTO（三代目 J SOUL BROTHERS from EXILE TRIBE） | 黒木啓司（EXILE）             | 白濱亜嵐                      | EXILE 橘ケンチ EXILE TETSUYA  | EXILE 佐藤大樹                |
| 7月4日 - 7月8日     | 秋山竜次                                               | 武田真治                      | 町田啓太                      | 矢本悠馬                      | 休止                          |
| 7月11日 - 7月15日   | 杏                                                     | ミッツ・マングローブ          | 磯村勇斗                      | 中島裕翔                      | 蒼井翔太                      |
| 7月18日 - 7月22日   | 吉野北人                                               | 大久保嘉人                    | 横山だいすけ                  | KinKi Kids                    | 落合モトキ                    |
| 7月25日 - 7月29日   | 浅田真央                                               | 澤穂希                        | ラバーガール                  | 福本莉子                      | ニューヨーク                  |
| 8月1日 - 8月5日     | 岩本照                                                 | JP                            | ライス                        | 南野陽子                      | 夏菜                          |
| 8月8日 - 8月12日    | 神田穣                                                 | 荒牧慶彦                      | 景井ひな                      | 佐野勇斗 塩崎太智             | 八木勇征                      |
| 8月15日 - 8月19日   | Crystal Kay                                            | 空気階段                      | 神尾楓珠                      | 高橋優斗                      | 橋本環奈                      |
| 8月22日 - 8月26日   | 新津ちせ                                               | 本仮屋ユイカ                  | 関水渚                        | 山之内すず                    | ハラミちゃん                  |
| 8月29日 - 9月2日    | 大西流星                                               | 戸塚純貴                      | 早見あかり                    | 峯岸みなみ                    | 白洲迅                        |
| 9月5日 - 9月9日     | 黒羽麻璃央                                             | 須賀健太                      | 工藤阿須加                    | ヴァンゆん                    | 戸田恵子                      |
| 9月12日 - 9月16日   | BENI                                                   | 大貫勇輔                      | 林家三平                      | 武田玲奈                      | 飯尾和樹                      |
| 9月19日 - 9月23日   | テツandトモ                                            | 真飛聖                        | HY                            | 眞島秀和                      | ハマカーン                    |
| 9月26日 - 9月30日   | なかやまきんに君                                       | なし                          | おいでやす小田                | 真田ナオキ                    | 加藤シゲアキ                  |
| 10月3日 - 10月7日   | 鈴木福                                                 | なし                          | 高橋克実                      | 川口春奈                      | 野村忠宏                      |
| 10月10日 - 10月14日 | なし                                                   | 白岩瑠姫 佐藤景瑚             | 菊池風磨                      | 青山テルマ                    | 高杉真宙                      |
| 10月17日 - 10月21日 | なし                                                   | なし                          | 千葉恵里                      | なし                          | 堀田茜                        |
| 10月24日 - 10月28日 | なし                                                   | なし                          | 都留拓也                      | なし                          | コットン                      |
| 10月31日 - 11月4日  | なし                                                   | なし                          | や団                          | なし                          | 土井レミイ杏利                |
| 11月7日 - 11月11日  | なし                                                   | なし                          | 濱田龍臣                      | なし                          | 水谷隼                        |
| 11月14日 - 11月18日 | 小田切ヒロ                                             | ゆりやんレトリィバァ          | 平野レミ                      | なし                          | EXIT りんたろー。             |
| 11月21日 - 11月25日 | なし                                                   | なし                          | COWCOW                        | なし                          | サンドウィッチマン            |
| 11月28日 - 12月2日  | なし                                                   | なし                          | トータルテンボス              | なし                          | なし                          |
| 12月5日 - 12月9日   | なし                                                   | なし                          | 南果歩                        | なし                          | Da-iCE 花村想太               |
| 12月12日 - 12月16日 | なし                                                   | なし                          | INI 木村柾哉 INI 髙塚大夢     | なし                          | 泉谷しげる                    |
| 12月19日 - 12月23日 | なし                                                   | なし                          | 天才ピアニスト                | なし                          | なし                          |

## コーナー・企画
◎はスタジオ企画、○は生中継企画、△はVTR企画。

### 放送終了時点
- アナタはどっち派?もやもやチャット[33]（13:10頃 - ）◎
  - このコーナーは前番組『バイキングMORE』に引き続き設けられた"Presented by LION"として、ライオンの1社提供パートとして放送される。「ライオンちゃん」もコーナーに登場していた。
- ひるトピ!ランキング（13:35頃 - ）△
  - 10月17日から始まった。ネットアンケートで男女300人に聞いた「今気になるトピック」を集計した独自ランキング（ベスト5）[34]。
- ポップUP! くろうと番付[33][35] ◎
- スター★ニュース速報[33][36][注 15] ◎
  - 今旬なゲストをスタジオに招き、生トークで新たな魅力を引き出す。本日のスターとして日替わりゲストが登場していた[注 16]。
  - 日替わりゲストは#「スター★ニュース速報」ゲストを参照。
- 報道センターから最新ニュース（14:25頃 - ）
- 曜日対抗!ポップUP!ゲームパーク（14:35頃 - ）◎
- 曜日企画コーナー（全コーナーを毎週放送はしない。）
  - 月曜日・水曜日
    - アニメ「まめきちまめこニートの日常」（10月3日 - 12月21日）[37][38] - ※2023年1月から9月まで、『ぽかぽか』にてコーナーは継続された[29]。

  - 月曜日
    - 小田切ヒロの逆転!開運メイク[33][注 17] △
    - ポップUP! 激安不動産部[注 18] △
    - 人生最後メシ[注 19] △
    - 売上ベスト5を当てましょう[注 20] ◎
    - 「きょうは何の日?」芸能プレイバック[注 21] △
    - 激辛女王・鈴木亜美からの挑戦状!東京の超激辛メニューと炎の十番勝負 △

  - 火曜日
    - リストランテMIURA[33] △
    - かなでの限界コスパツアー[33] △
    - セカンド街ング 2nd LIFE MATCHING[注 22] △
    - ご当地芸能人 △
    - 地元ウラ街ング △

  - 水曜日
    - THEサクセスハウス どうやって稼いでいるんですか?[33] △
    - 今知りたいクイズ[注 23] ○
    - トレンド目利きクイズ 小木博明のこれ知らないの? ◎

  - 木曜日
    - 変態グルメ王 髙嶋政宏の食の細道[33] △
    - かしこく捨ててかしこく儲ける! おうちデトックス △
    - ジェネギャツア Generation Gap Tours[33] △
    - 過去を振り返れば今が分かる 今日は何の日プレイバック △
    - しゅぱっと! 時短 カンタン にじままのテキパキッチン[33][注 24] △
    - サカイクイズ ○

  - 金曜日
    - おしゃルームMaster △
    - ポップUP! 芸能フライデー △
    - 高級会員だけが見る世界 △
    - 吉村アートを買う[41][42] △
    - ベスト5を当てましょう[注 20] ○

  - 曜日不定
    - シカクイズ[33][注 25] ◎
    - 開運!ルームツアー[注 26] △
    - 人気料理研究家リュウジ 楽ウマBUZZごはん[33][注 27] △
    - パパッと解決 てぃ先生の神ワザ育児塾[注 28] △
    - 特別企画
    - 特集

### 放送終了以前に終了
- 芸能ズームUP![33] △
- 曜日企画コーナー
  - 火曜日 - もてなし親子旅[43] △
  - 木曜日
    - 話題スポットを達人が本気チェック!Buzzガイドツアー △
    - 女子キャン! △
    - #タグマチ[43] △

  - 金曜日
    - 中継クイズ ○
    - ドはまり芸能人△
    - 今週の芸能ニュースランキング △◎
    - ポップUP!ひるドラ[注 29]
      - 昼上がりのオンナたち（5月20日 - 6月10日・全4話）[44][45]
      - 昼上がりのオンナたち～ワタシの選択～（9月9日 - 30日・全4話）[46]
- エンたね[33] △
  - 午後の話のタネになる話題をヘッドライン形式で紹介する。「ひるトピ!ランキング」と代わる形で、ほぼ放送されなくなった。

#### 特別企画
- NEXTブレイク芸人大集合 女性に聞きたい!どっちの相談SHOW（6月27日 - 7月1日）[47]
  - 14時台に実施。
- 井上咲楽のマジ越し 〜マジで引っ越します!〜（9月29日・10月13日）△
- W杯 名場面クイズ（11月14日 - 12月16日）[48] ◎

### 曜日対抗企画→「曜日対抗!ポップUP!ゲームパーク」
番組エンディングにおいて、レギュラー出演者による曜日対抗アトラクションゲーム企画が、不定期で行われてきた。当初はコーナー名がなかったが、8月1日の夏休み特別企画から「曜日対抗!ポップUP!ゲームパーク」というコーナー名が付いた。夏休み後も毎週継続されることになった。
- 曜日対抗!極細パッティング選手権（4月18日 - 22日）[49]
  - 各曜日代表者1人ずつが挑戦。優勝曜日は、翌週の楽屋弁当が少し豪華なものになる。
- GW特別企画 曜日対抗!ジェスチャー選手権（5月2日 - 6日）[50]
  - 各曜日代表者1人ずつが挑戦。優勝曜日は、翌週の楽屋弁当が少し豪華なものになる。
- 東アジアE-1サッカー選手権応援企画 曜日対抗!アジアの頂点を目指せ! フットボウリング11（7月18日 - 22日）[51]
  - 各曜日代表者1人ずつが挑戦。優勝曜日は、翌週の「くろうと番付」1位の商品を（くろうとクイズ免除で）全員で試食できる。
- 東アジアE-1サッカー選手権応援企画 曜日対抗 目指せ大量得点!スリッパフリーキック!!（7月25日 - 29日）[52]
  - 各曜日5人ずつ（月・火・木は山﨑も参加）が挑戦。優勝曜日は、翌週の楽屋弁当が少し豪華なものになる。
- 麦わら帽子を君に!（8月1日 - 5日）[53]
  - これ以降、いずれも優勝曜日は、「くろうと番付」1位商品全員試食券（期限なしで1度使える）がもらえる。
- J-ポップUP!MUSIC（8月8日 - 12日）[54]
- 暑い日々を飲み干せ! ビールジョッキdeピンポン（8月15日 - 19日）[55]
- 頭の柔軟体操! 創作漢字を読み解け!（8月22日 - 26日）[56]
- 夏の終わりの昆虫採集! 折り紙昆虫を捕まえろ!（8月29日 - 9月2日）[57]
- 急がないと焦げちゃうよ! フライパンDEフライングエッグ!（9月5日 - 9日）[58]
- お願い!割らずに運んで♥ お空をお散歩!フーセンの寅さん（9月12日 - 16日）[59]
- CO2削減のために私ができること! S1お台場GP!（9月19日 - 23日）[60]
- 風船をPan!Pan!Pan! フゥッと一息!スポーツ吹き矢（9月26日、28日 - 30日）[61]
- 投げて倒すのセンスが大事! 投扇興DEめざせ一本!（10月3日 - 7日）[62]
- みんな一緒にぴょん!ぴょん! 秋の大運動会!大縄跳び（10月10日 - 14日）[63]
  - これ以降、いずれも優勝曜日は、「レジェンド・オブ・くろうと番付」1位商品試食券（期限なしで1度使える）がもらえる[注 30]。
- 滑りすぎにはご注意を! 卓上カーリング!カーレット（10月17日 - 21日）[65]
- パックンからの〜ポン! ピンポンキャッチャーリレー（10月24日 - 28日）[66]
- Oh〜OhOh〜 さあ輪を持って投げよう! WA・NA・GE（10月31日 - 11月4日）[67]
- あまり高く上げると急降下で落ちてくるよ! ワンバウンドピンポン（11月7日 - 11日）[68]
- ドーン!ピュー!ゴール! ティンパニDEファンタスティックゴラッソ（11月14日 - 18日）[69]
- うまく乗せればもう快・感! 積み上げろ!カンカンタワー（11月21日 - 25日）[70]
- スペイン戦でも大量ゴール 撃ち抜け!おはじきサッカーFK（11月28日 - 12月2日）[71]
- ねえ狙って! 頭上のカゴにポンポン投げこめ!人間玉入れ（12月5日 - 9日）[72]
- ジングルベル♪ジングルベル♪鈴が鳴る♪ サンタさんも準備に大忙し!プラトンボキャッチ（12月12日 - 16日）[73]
  - 最終週は「ポップUP!ゲームパーク」として曜日対抗形式ではなく、ゲームに成功すれば試食できるルールとなった。
- 絆の力で引っ張って! レジェンドオブかくし芸!テーブルクロス引き（12月19日 - 23日）[74]

## コラボレーション
- 4月25日から29日は、『劇場版ラジエーションハウス』とのコラボウィークを実施した。この期間の『スター★ニュース速報』のゲストは全曜日『ラジエーションハウス』の出演者となった。
- 6月27日から7月1日は、EXILEとのコラボウィークを実施。この期間の『スター★ニュース速報』のゲストは全曜日EXILEのメンバーとなった。
- 同じくこの週は、曜日レギュラー1名が日替わりで『めざまし8』のエンディングに出演し、谷原章介や永島優美と共にみどころをプレゼンした。
  - 6月27日（月） - 工藤美桜
  - 6月28日（火） - 福田麻貴（3時のヒロイン）
  - 6月29日（水） - 丸山礼
  - 6月30日（木） - ゆうちゃみ（古川優奈）
  - 7月1日（金） - 中島颯太
- 7月20日は、前日にフィギュアスケート選手の羽生結弦がプロ転向を記者会見で表明したことから、当番組の前半は特別構成として、羽生の特集を『S-PARK』と合体して放送した。ゲストとして無良崇人とフジテレビアナウンサーの三田友梨佳が出演した[注 31]。

## 関連番組
- 4夜連続!ポップUP!直前SP（3月27日 - 30日）[75]
- 4日スタート「ポップUP!」先行公開SP（4月2日）
- ポップUP!特別編 スター★ニュース速報ドラマSP 間宮祥太朗&土屋太鳳（6月11日）[76]

## ネット局と放送時間
| 放送対象地域   | 放送局                    | 系列                                         | 放送時間                  | ネット状況               |
| -------------- | ------------------------- | -------------------------------------------- | ------------------------- | ------------------------ |
| 関東広域圏     | フジテレビ（CX）          | フジテレビ系列                               | 月曜 - 金曜 11:45 - 14:45 | 制作局                   |
| 北海道         | 北海道文化放送（UHB）     | フジテレビ系列                               | 月曜 - 金曜 11:45 - 14:45 | 同時フルネット           |
| 岩手県         | 岩手めんこいテレビ（mit） | フジテレビ系列                               | 月曜 - 金曜 11:45 - 14:45 | 同時フルネット           |
| 宮城県         | 仙台放送（OX）            | フジテレビ系列                               | 月曜 - 金曜 11:45 - 14:45 | 同時フルネット           |
| 秋田県         | 秋田テレビ（AKT）         | フジテレビ系列                               | 月曜 - 金曜 11:45 - 14:45 | 同時フルネット           |
| 山形県         | さくらんぼテレビ（SAY）   | フジテレビ系列                               | 月曜 - 金曜 11:45 - 14:45 | 同時フルネット           |
| 福島県         | 福島テレビ（FTV）         | フジテレビ系列                               | 月曜 - 金曜 11:45 - 14:45 | 同時フルネット           |
| 新潟県         | NST新潟総合テレビ（NST）  | フジテレビ系列                               | 月曜 - 金曜 11:45 - 14:45 | 同時フルネット           |
| 長野県         | 長野放送（NBS）           | フジテレビ系列                               | 月曜 - 金曜 11:45 - 14:45 | 同時フルネット           |
| 静岡県         | テレビ静岡（SUT）         | フジテレビ系列                               | 月曜 - 金曜 11:45 - 14:45 | 同時フルネット           |
| 富山県         | 富山テレビ（BBT）         | フジテレビ系列                               | 月曜 - 金曜 11:45 - 14:45 | 同時フルネット           |
| 石川県         | 石川テレビ（ITC）         | フジテレビ系列                               | 月曜 - 金曜 11:45 - 14:45 | 同時フルネット           |
| 福井県         | 福井テレビ（FTB）         | フジテレビ系列                               | 月曜 - 金曜 11:45 - 14:45 | 同時フルネット           |
| 中京広域圏     | 東海テレビ（THK）         | フジテレビ系列                               | 月曜 - 金曜 11:45 - 14:45 | 同時フルネット           |
| 近畿広域圏     | 関西テレビ（KTV）         | フジテレビ系列                               | 月曜 - 金曜 11:45 - 14:45 | 同時フルネット           |
| 島根県・鳥取県 | さんいん中央テレビ（TSK） | フジテレビ系列                               | 月曜 - 金曜 11:45 - 14:45 | 同時フルネット           |
| 岡山県・香川県 | 岡山放送（OHK）           | フジテレビ系列                               | 月曜 - 金曜 11:45 - 14:45 | 同時フルネット           |
| 広島県         | テレビ新広島（TSS）       | フジテレビ系列                               | 月曜 - 金曜 11:45 - 14:45 | 同時フルネット           |
| 愛媛県         | テレビ愛媛（EBC）         | フジテレビ系列                               | 月曜 - 金曜 11:45 - 14:45 | 同時フルネット           |
| 高知県         | 高知さんさんテレビ（KSS） | フジテレビ系列                               | 月曜 - 金曜 11:45 - 14:45 | 同時フルネット           |
| 福岡県         | テレビ西日本（TNC）       | フジテレビ系列                               | 月曜 - 金曜 11:45 - 14:45 | 同時フルネット           |
| 佐賀県         | サガテレビ（STS）         | フジテレビ系列                               | 月曜 - 金曜 11:45 - 14:45 | 同時フルネット           |
| 長崎県         | テレビ長崎（KTN)          | フジテレビ系列                               | 月曜 - 金曜 11:45 - 14:45 | 同時フルネット           |
| 熊本県         | テレビ熊本（TKU）         | フジテレビ系列                               | 月曜 - 金曜 11:45 - 14:45 | 同時フルネット           |
| 大分県         | テレビ大分（TOS）         | 日本テレビ系列 フジテレビ系列                | 月曜 - 金曜 11:45 - 14:45 | 同時フルネット           |
| 鹿児島県       | 鹿児島テレビ（KTS）       | フジテレビ系列                               | 月曜 - 金曜 11:45 - 14:45 | 同時フルネット           |
| 沖縄県         | 沖縄テレビ（OTV）         | フジテレビ系列                               | 月曜 - 金曜 11:45 - 14:45 | 同時フルネット           |
| 宮崎県         | テレビ宮崎（UMK）         | フジテレビ系列 日本テレビ系列 テレビ朝日系列 | 月曜 - 金曜 12:00 - 14:45 | 同時ネット 12:00飛び乗り |

## 重大ニュース・特別番組放送時の対応
- 突発的な大事件・大事故や大地震などの自然災害、政局などでの重大な動きが発生した時に報道フロアから臨時ニュースを放送する必要が生じた場合は、一時中断とする場合があった[注 33]。ニュースの重要度によっては、本番組は途中打ち切りとなる場合もあった。
- 特番などによる放送内容変更・放送日時変更は以下の通り。

- - 7月8日：番組放送開始前に安倍晋三銃撃事件が発生したため、当番組は正午に途中で事実上の打ち切り、報道特別番組に準じた体制となった[注 34]。放送予定だったコーナーの内容はそれぞれ翌週火・水・金曜日と翌々週の金曜日に振替され、「芸能ズームUP!」は12日（翌週火曜日）、「スター★ニュース速報」は13日（翌週水曜日）[注 35]、「もやもやチャット」は15日（翌週金曜日）、「シカクイズ」と「くろうと番付」は22日（翌々週の金曜日）に改めて放送された。
  - 8月10日：第2次岸田改造内閣のニュースを伝えるため、「もやもやチャット」を途中中断して報道フロアからのニュースに切り替えた。
  - 9月27日：『FNN特報 安倍晋三元首相「国葬」』を放送するため、全編休止（当初は13:45までの短縮放送の予定だったが変更。）[77][78][79]。
  - 10月10日：『富士通Japanスポーツスペシャル出雲全日本大学選抜駅伝競走』を放送するため、13:00までの短縮放送。
  - 12月2日：『FIFAワールドカップ カタール2022 日本×スペイン』を12:45 - 14:45まで録画放送（同日早朝に生中継された同試合のハイライト版）するため、12:45までの短縮放送。

## スタッフ
- ナレーター：相原嵩明（月 - 金）、大野恵里佳（火）[80]、浅野真澄（水 - 金）、よしいよしこ（月・火）
- チーフプロデューサー：濱潤（フジテレビ）[2]
- 企画担当プロデューサー：渡邊美香（共同テレビ）[81]
- 総合演出：島野平（フジテレビ）[2][44][81]
- デザイナー：安部彩[82]
- 美術プロデューサー：古川重人[82]
- 制作協力：FCC、D:COMPLEX、共同テレビ
- 制作：フジテレビニュース総局情報制作局情報制作センター
- 制作著作：フジテレビ

### 放送終了以前に降板したスタッフ
- チーフプロデューサー：杉﨑朋子（フジテレビ）[12]
- プロデューサー → チーフプロデューサー：東園基臣（フジテレビ）[83][44]